# L'Éclipse (piste de ski)
L'Éclipse est une piste de ski de la station de Courchevel, inaugurée en 2022. Elle a été créée pour les championnats du monde de ski alpin 2023, durant lesquels elle a accueilli cinq épreuves masculines.

## Création
À la suite de la désignation, le 17 mai 2018, de Courchevel et Méribel pour organiser les championnats du monde en 2023, la station de Courchevel a décidé de réaménager la piste des Jockeys, pour qu'elle soit homologuée par la Fédération internationale de ski.
Les travaux, lancés fin 2019, ont notamment consisté en un élargissement de la piste ainsi qu'une reprise de certaines pentes, et en la création d'une retenue collinéaire à la Loze pour garantir les capacités de production de neige de culture.
La piste ainsi réaménagée, renommée l'Éclipse reprend environ 60% du tracé de la précédente piste des Jockeys, ainsi qu'une partie de l'ancienne piste du Bouc blanc, et comporte deux nouvelles sections.

## Description
L'Éclipse doit son nom à l'alternance entre les zones d'ombre et de lumière sur sa partie inférieure, qui est boisée. Ce phénomène est plus marqué en début de saison, lorsque le soleil est plus bas sur l'horizon.

### Situation
L'Éclipse s'élance non loin du col de la Loze, à environ 2 230 m d'altitude, pour aboutir à Courchevel Le Praz, tout près des tremplins olympiques, à 1 290 m. La piste est longue de 3,2 km, pour 940 m de dénivelé, avec une pente moyenne d'environ 30%. La portion la plus raide, quant à elle, est de 58%.

### Sections de la piste
Différentes sections de la piste ont été baptisées, principalement pour permettre aux secouristes et aux athlètes de se repérer. On rencontre dans l'ordre :
-Le saut du zénith : le premier saut de la piste, dans une zone complètement dégagée, donc très lumineuse, par rapport à la suite du parcours.
-Le mur du son : c'est la partie la plus rapide de la piste.
-Le S des arolles : passage technique dont le nom fait référence à la présence d'arolles sur le bord de la piste, et au débouché de la piste du Boulevard des Arolles.
-Le saut des jockeys : il doit son nom à l'ancienne piste noire des Jockeys (elle même devant son nom à l'accident mortel d'un jockey), dont l'Éclipse reprend 60% du tracé.
-Le trou noir : c'est la première zone d'ombre de la piste, qui passe au milieu des épicéas.
-Le mur de la bux : il fait référence à la buxbaumie, mousse protégée qui a été déplacée lors de l'aménagement de la piste. C'est la partie la plus raide de la piste.
-L'envol : il fait référence aux tremplins de saut à ski que longe la piste.
-Le mur des braves : la dernière portion raide avant l'arrivée.

## Commentaires
Certains skieurs se sont exprimés à la suite de la première descente de l'Éclipse en compétition, en mars 2022.
Selon Marco Odermatt, « Le haut de la piste est très rapide avec de longs virages et de beaux sauts. La fin est très verticale, beaucoup plus dure pour les jambes. C’est une très belle descente. »
« C’est un parcours différent, définitivement plus tournant que ce à quoi nous sommes habitués, mais c’est raide, il y a beaucoup de longs sauts, c’est vraiment une piste amusante », a déclaré Aleksander Aamodt Kilde.
Lorsqu'on lui demande si l'Éclipse est comparable aux pistes les plus exigeantes du circuit, comme la Streif de Kitzbühel, ou la Stelvio de Bormio, Johan Clarey tempère : « Je ne trouve pas qu’il y ait un niveau d’engagement monstrueux comme à Kitzbühel et Bormio. C’est une piste de Coupe du monde donc cela demande de l’engagement mais il n’y a pas ce niveau d’intensité mentale qu’on peut trouver sur d’autres pistes. En gros, elle fait moins peur que Kitzbühel. Il y a de la pente mais on nous force de par le trajet à freiner. Ça reste malgré tout un beau challenge. »